# Cyathus canna
Cyathus canna är en svampart som beskrevs av Lloyd 1906. Cyathus canna ingår i släktet Cyathus och familjen Agaricaceae.   Inga underarter finns listade i Catalogue of Life.